# Plantarum Rariorum Regni Neapolitani
Plantarum Rariorum Regni Neapolitani (abreviado Pl. Rar. Neapol.) es un libro con ilustraciones y descripciones botánicas que fue escrito por el naturalista y  médico italiano Domenico Maria Leone Cirillo. Fue publicado en Nápoles en 2 fascículos en los años 1788-1792.